# Simon Jacombs
Simon Jacombs (* 17. November 1977 in Berlin) ist ein deutscher ehemaliger Schauspieler.

## Werdegang
Im Alter von neun Jahren erhielt er seine erste Rolle als „Markus“ in der TV-Serie Nordlichter mit Horst Janson unter der Regie von Franz Josef Gottlieb. Von 1989 bis 1990 spielte er in insgesamt 27 Folgen der TV-Serie Spreepiraten den Sohn Matze Kukowski. Seine Nichte Miriam Mohs erhielt die Rolle seiner kleinen Schwester Trinchen. 1992 und 1993 spielte er als „Philipp Brandt“ in der Serie Der Millionenerbe.
Mit 18 Jahren begann er eine Ausbildung zum Diplom-Golfprofessional beim Deutschen Golflehrer-Verband e.V. (jetzt PGA of Germany) und arbeitet seit 2001 als Golf-Professional im Berliner Golf Club Gatow. Seit 2013 ist er Sport- und Jugendkoordinator im Berliner Golf Club Gatow e.V.

## Filmografie (Auswahl)
- 1987: Nordlichter (Fernsehserie, 12 Folgen)
- 1988: Siebenstein (Fernsehserie, 1 Folge)
- 1988–1990: Spreepiraten (Fernsehserie, 27 Folgen)
- 1989: Geld macht nicht glücklich
- 1989: Keine Gondel für die Leiche
- 1989: Der Landarzt (Fernsehserie, 2 Folgen)
- 1990: Justitias kleine Fische (Fernsehserie, 1 Folge)
- 1990: Kartoffeln mit Stippe (Fernsehserie, 2 Folgen)
- 1992–1993: Der Millionenerbe (Fernsehserie, 7 Folgen)
- 1993: Weißblaue Geschichten (Fernsehserie, 1 Folge)
- 1994: Wolffs Revier (Fernsehserie, 1 Folge)
- 1994: Ein Bayer auf Rügen (Fernsehserie, 1 Folge)
- 1995: Für alle Fälle Stefanie (Fernsehserie, 1 Folge)
- 1997: Der Fahnder (Fernsehserie, 1 Folge)